# Jean-François Lyotard
Jean-François Lyotard (Vincennes, 10 augustus 1924 - Parijs, 21 april 1998) was een Frans filosoof wiens werk geplaatst wordt binnen de poststructuralistische en de postmoderne filosofie. Hij hield zich vooral bezig met vraagstukken uit de esthetica, ethiek en politieke filosofie. De centrale inzet van zijn werk was hoe men op rechtvaardige manier getuigenis kan afleggen van het onpresenteerbare en de geschillen tussen diverse vormen van spreken. Zelf wees hij iedere poging om een universeel en overkoepelend kader daarvoor te ontwikkelen van de hand. Lyotard verkreeg internationale bekendheid met zijn boek La condition postmoderne (1979), dat de term postmodernisme populariseerde. Zelf zag hij Le différend (1983) als zijn belangrijkste werk.

## Biografie
Jean-François Lyotard werd geboren in Vincennes op 10 augustus 1924. Hij was het kind van Jean-Pierre Lyotard, een verkoper, en Madeleine Cavalli. Jean-François ging naar school op het Lycée Buffon en Lycée Louis-le-Grand. In een later autobiografisch essay stelde Lyotard dat hij initieel de ambitie had om een dominicaanse monnik, een kunstschilder, een historicus of een schrijver te worden. Deze ambities gaf hij echter op om filosofie en literatuur te studeren aan de Sorbonne, nadat hij tweemaal faalde voor het toelatingsexamen van de École Normale Supérieure. Aan de Sorbonne werd hij bevriend met Gilles Deleuze. Zijn dissertatie behandelde het onderwerp van onverschilligheid als een ethisch begrip.
Tijdens de Tweede Wereldoorlog was Lyotard vrijwilliger om slachtoffers tijdens de bevrijding van Parijs van EHBO te voorzien. Na de oorlog, in 1948, trouwde Lyotard met Andrée May en werd al snel vader van twee kinderen, Corinne en Laurence. Lyotard slaagde voor zijn agrégation, waardoor hij een onderwijstaak kon opnemen. Hij werd dan leraar aan een jongensschool in Constantine, Algerije in 1950. Hier raakte Lyotard vertrouwd met het werk van Karl Marx en de Algerijnse politieke situatie en was overtuigd dat een socialistische revolutie nodig was.
Van 1952 tot 1959 gaf hij les aan de zonen van het militaire personeel in La Flèche. In 1954 werd Lyotard ook lid van de socialistisch-revolutionaire organisatie Socialisme ou Barbarie. Andere leden van deze organisatie waren Cornelius Castoriadis, Claude Lefort en Pierre Souyris. Gedurende deze jaren was Lyotard voornamelijk intellectueel bezig met de politieke strijd in Algerije. Zo schreef hij voor het tijdschrift van Socialisme ou Barbarie, alsook pamfletten die hij uitdeelde aan arbeiders aan de fabriekspoorten. In 1964 voltrok er zich in Socialisme ou Barbarie een breuk, grotendeels omwille van Castoriadis' nieuwe theoretische wending voor de groep. Samen met Souyris werd Lyotard vervolgens lid van de splinterbeweging Pouvoir Ouvrier, dat hij echter opgaf in 1966. Rond die tijd verloor Lyotard zijn geloof in marxisme en keerde hij terug naar de filosofie. Van 1959 tot 1966 was Lyotard aangesteld aan de Sorbonne om vervolgens een positie te krijgen in het filosofiedepartement van de universiteit Paris-Nanterre. Daar nam Lyotard deel aan de protesten rond mei 68 en organiseerde demonstraties voor de Mouvement du 22 Mars.
Rond deze tijd woonde Lyotard ook de seminaries bij van de psychoanalyticus Jacques Lacan. Op basis hiervan schreef Lyotard zijn eerste grote werk Discours, Figure (1972), dat ook als Lyotards habilitatie gold (onder begeleiding van Mikel Dufrenne). Van 1968 tot 1970 was Lyotard aangesteld aan de Centre national de la recherche scientifique. Daarna werd hij aangesteld aan de experimentele universiteit van Vincennes.
Rond deze periode bezocht Lyotard ook de Verenigde Staten, met name Californië en was onder de indruk van het cultuurverschil met Europa. In 1979 publiceerde Lyotard La condition postmoderne, als rapport over de invloed van technologie op de plaats van wetenschappelijke kennis, in opdracht van de regering van Quebec. Dit boek gaf Lyotard snel wereldwijde bekendheid, waardoor hij in de volgende jaren ook vele lezingen gaf buiten Frankrijk. Hij werd tevens aangesteld aan de universiteit van Californië en de Emory-universiteit. Lyotard was daarnaast stichtend lid van de Collège International de Philosophie.
In 1993 trouwde Lyotard opnieuw, ditmaal met Dolorès Djidzek, en ze hadden een zoon, David. Lyotard stierf op 21 april 1998 aan leukemie.

## Filosofie
Het werk van Lyotard is versplinterd op twee manieren. Allereerst zijn er duidelijke verschuivingen in zijn oeuvre aanwezig. Zo is zijn vroege werk nog duidelijker geïnspireerd door het marxisme en de fenomenologie. Tegen het einde van de jaren 1960 duikt de invloed van psychoanalyse op, voornamelijk onder invloed van Jacques Lacan. Een decennium later verschuift het werk van Lyotard zich nogmaals, als onderdeel van de linguistische wending. Hij inspireerde zich in deze periode vooral door het werk van Ludwig Wittgenstein, maar ook door het werk van Immanuel Kant begint een centrale rol te spelen.
Ten tweede wijst hij zelf meermaals het idee af dat er een eenheid in zijn denken is of zelfs maar kan zijn. Juist zijn eigen denken vraagt om geen systeem uit te werken dat men vervolgens kan toepassen op allerlei fenomenen, maar eerder van de fenomenen zelf vertrekken en lokale manieren van spreken uit te werken.

### Vroege werken
Het eerste boek van Lyotard La Phénoménologie (1954) was een inleidend werk tot de fenomenologie. In dit kleine boekje focust hij vooral op het werk van Edmund Husserl en Maurice Merleau-Ponty. Het tweede deel van het werk gaat in op de vraag welke functie fenomenologie heeft voor de menswetenschappen. Lyotard stelt dat fenomenologie een belangrijke rol kan spelen, met name door de essentie van hun vakdomein in kaart te brengen, zoals het 'sociale' in sociologie of wat het 'historische' is binnen de geschiedkunde. Volgens Lyotard kunnen deze vragen niet vanuit de discipline zelf beantwoord worden. De inzet voor Lyotard, echter, is een confrontatie tussen de fenomenologie en het marxisme. Zijn conclusie is dat de fenomenologie deze confrontatie niet doorstaat omdat het niet adequaat rekenschap kan afleggen van de rol van de socio-economische realiteiten, maar deze aspecten steeds reduceert tot het subject. Het andere vroege werk van Lyotard is inderdaad ook sterk marxistisch geïnspireerd en focust met name op de toenmalige toestand in Algerije.

### Libidinale economie
De breuk met het marxisme komt bij Lyotard rond mei 68. Tegelijkertijd begon hij zich rond die tijd ook sterk af te zetten tegen het structuralisme, dat in de jaren 1960 enorm invloedrijk was in Frankrijk (door het werk van onder anderen Claude Lévi-Strauss, Roland Barthes, Jacques Lacan en Louis Althusser). In werken zoals Discours, Figure (1971) en Des dispositifs pulsionnels (1973) benadrukt Lyotard hoe een exclusieve focus op structuren en taal, onvoldoende is. Wat zo buiten beeld blijft is wat Lyotard het 'figurale' noemt, verwijzend naar het visuele en sensuele aspect dat steeds aan elk vertoog ontsnapt. Exemplarisch voor Lyotard is daarbij de esthetische ervaring in kunst, die nooit volledig in taal gevat kan worden. Tegelijkertijd wil Lyotard ook niet beweren dat enkel dit figurale van tel is. Hij stelt eerder dat vertoog en het figurale elkaar vooronderstellen, doordat er bijvoorbeeld ook in schilderijen symbolen en andere talige tekens aanwezig zijn, terwijl in taal figurale aspecten zoals de vormgeving van de tekst of het poëtische aspect van de taal present zijn.
In zijn volgend boek Économie libidinale (1974) zet hij dit thema verder uiteen, maar nog sterker uitgedrukt in een psychoanalytisch kader. Dit boek is wellicht het meest controversiële boek van Lyotard, dat een breuk met vele van zijn marxistische vrienden betekende. Lyotard zelf heeft eveneens later van dit werk afstand genomen. Het boek heeft op een aantal cruciale punten overeenkomsten met L'Anti-Oedipe (1972) van Gilles Deleuze en Félix Guattari. Allereerst is de stijl gelijkaardig, doordat de tekst geen strikte argumentatief vertoog volgt, maar openlijk de verlangens van de schrijver (Lyotard) zelf in de tekst verwerkt. Volgens Lyotard is elke wetenschap doordrongen van verlangens en deze moeten niet verborgen en vergeten worden. Ten tweede gaan beide boeken in gesprek met de psychoanalyse, waarvoor ze vaak heel kritisch zijn.
Ten derde betogen beide boeken dat er geen onderscheid is tussen verlangens op individueel niveau en socio-economische structuren. Terwijl iemand als Sigmund Freud het libido nog voornamelijk op het individuele niveau besprak, als een vorm van energie die in het lichaam circuleert en die vervolgens via de vorming van een Über-ich in belans werden gehouden, wil Lyotard het libido ook op maatschappelijk niveau denken. In die zin spreekt hij dan ook van een libidinale economie. Stabiele structuren in de maatschappij zijn op te vatten als libidinale velden, die enerzijds gestabiliseerd worden door het plezierprincipe (Eros) en anderzijds steeds hun grenzen overschrijden en instituties destabiliseren via de doodsdrift (Thanatos). Zulke transformaties gebeuren volgens Lyotard steeds via 'apparaten' (dispositifs), die deze energiestromen begeleiden en zelf niet meer dan heel vluchtige energiestructuren zijn (zoals het lichaam, een kunstwerk, een financieel systeem, een tekst, een theorie, enzovoort).
De mutaties die veroorzaakt worden door de libidinale economie noemt Lyotard 'gebeurtenissen'. Zowel het libido als deze gebeurtenissen kunnen volgens Lyotard niet gepresenteerd en gevat worden in vertogen. Juist zoals L'Anti-Oedipe wordt ook deze tekst van Lyotard vaak gelezen alsof het zich positief uitspreekt over deze energiestromen: het zou beter zijn deze stromen te versterken en te bevrijden in plaats van de bestaande structuren te behouden die deze gebeurtenissen slechts afremmen. Beide boeken worden dan ook wel eens gelezen als een pleidooi voor anarchisme. Toch is er een belangrijk verschil. Terwijl Deleuze en Guattari een onderscheid lijken te maken tussen fascistische en bevrijdende verlangensstromen (met een voorkeur voor de laatste groep), is zo'n onderscheid niet aanwezig bij Lyotard. Volgens Lyotard kan het kapitalisme immers evengoed als een bevrijdende stroom gezien worden. Onze verlangens worden niet vervreemd in het kapitalisme, maar de evengoed in ons aanwezige doodsdrift wordt verdergezet in het kapitalisme tot dat punt dat het alle instituties die er een obstakel voor vormen uit de weg moeten geruimd worden. Bovendien wordt kapitalisme getypeerd door een onverschilligheid tegenover de aard van de circulerende verlangens of producten, zolang er maar kapitaalaccumulatie plaatsvindt. Lyotard gaat zelfs zo ver te stellen dat voor individuen die verkeren in extreme armoede kapitalisme de enige uitweg is, aangezien er geen overtuigend alternatief systeem bestaat. Pas eens men werk, eten en huisvesting heeft kan echt verzet verschijnen.

### Postmodernisme
Het bekendste thema van het werk van Lyotard is wellicht zijn diagnose van de postmoderniteit, vaak gelinkt met La condition postmoderne (1979). Toch is dit noch de eerste noch de laatste tekst waarin deze thematiek aan bod komt. Initieel kadert Lyotard het bovendien niet in termen van postmodernisme, maar van paganisme. Wat voor Lyotard hier voornamelijk op het spel staat is de vraag naar de moderniteit of het modernisme: wat betekent het modern te zijn?
In Rudiments païens (1977), Instructions païennes (1977) en de interviews van Au juste (1979) beantwoordt Lyotard die vraag in termen van paganisme: vandaag modern zijn betekent heidens zijn. Deze werken kaderen eerst en vooral in het vraagstuk van de kunst: wat betekent moderne kunst? Lyotard contrasteert moderne kunst met traditionele kunst, dat volgens hem steeds geproduceerd wordt met een specifiek doelpubliek en gedeeld betekeniskader in het achterhoofd. De kunstenaar weet dus voor wie en op welke manier hij of zij kunst zal maken. Dit ontbreekt volgens Lyotard bij het modernisme en de avant-garde: er is geen voorafgegeven publiek noch methode. Moderne kunstenaars zijn juist geïnteresseerd om met de bestaande betekeniskaders te breken en alternatieve mogelijkheden te verkennen. Toch zijn er volgens Lyotard nog twee vormen binnen de moderne kunst te onderscheiden, namelijk naargelang ze een nostalgie uitdrukken naar deze verloren betekeniskaders of juist expliciet hetgeen wat aan de bestaande betekeniskaders ontsnapt gaan opzoeken (wat Lyotard eerder al het figurale noemde). Het is deze laatste vorm waarmee Lyotard zichzelf het meeste identificeert en dat hij in verband gaat brengen met paganisme.
Paganisme verwijst breder naar de politieke houding waarin er geen universeel betekeniskader meer is waarbinnen men alle (politieke) gebeurtenissen kan plaatsen (dat Lyotard associeert met Plato en het monotheïsme). Dat typeert Lyotard als een 'vrome' houding die steeds vanuit één overkoepelend principe vertrekt. Daartegenover staat het polytheïsme van het Griekse en Romeinse heidendom: een veelvoud aan goden die weliswaar sterker dan mensen zijn, maar er niet radicaal van verschillen noch de ultieme betekenis van de werkelijkheid in handen hebben. De interactie tussen mens en god in het paganisme is bovendien een van de retorica en de list, waarbij de mens zonder vaste voorafgegeven procedure de goden moet verleiden om bepaalde zaken gedaan te krijgen. Er is hier ook erkenning voor de fundamentele verschillen tussen de diverse goden, die niet tot elkaar gereduceerd kunnen worden. Analoog met het heidendom moet de huidige politiek begrepen worden: er is geen overkoepelende theorie (zoals het marxisme) en men moet lokaal acties ondernemen, zonder voorafgegeven principes en met oog voor de heterogeniteit van de situatie.
Rond deze tijd krijgt Lyotard ook een opdracht van de regering van Quebec om een rapport te schrijven over de toestand van kennis in westerse maatschappijen. Dit mondt uit in Lyotards bekendste boek La condition postmoderne (1979). Dat werk bouwt voort op de voorgaande reflecties over het paganisme, maar wisselt allereerst deze term in voor die van het postmodernisme en qua thematiek behandelt het boek in eerste plaats de huidige verschuivingen omtrent kennis, wetenschap en technologie (in plaats van kunst). Bovendien kadert Lyotard het probleem niet zozeer in een tegenstelling tussen traditioneel en modern, maar als een drieluik van traditionele, moderne en postmoderne maatschappijen.
Het boek opent met Lyotards invloedrijke definitie van het postmoderne als een "ongeloof in metanarratieven". Metanarratieven moeten begrepen worden als totaliserende verhalen over de plaats en geschiedenis van de mensheid die de huidige maatschappij en haar structuren legitimeren. Terwijl traditionele maatschappijen gedomineerd worden door een narratief dat het heden legitimeert in termen van het verleden ('het is op deze manier ontstaan en zal altijd zo opnieuw gebeuren'), typeren moderne maatschappijen zich door een legitimatie vanuit de toekomst. Lyotard denkt in eerste plaats aan twee zulke metanarratieven: (1) de geschiedenis als toewerkend naar sociale Verlichting en emancipatie en (2) kennis als toewerkend naar een volledig begrip van de werkelijkheid (dat Lyotard linkt aan het project van Hegel).
Deze opdeling is echter slechts een opstap om te komen tot een evaluatie van de plaats van kennis in onze huidige postmoderne maatschappij. Volgens Lyotard heeft kennis een centrale plaats ingenomen in westerse maatschappijen sinds de Tweede Wereldoorlog, in de eerste plaats getypeerd door een toenemende digitalisering. In het huidige informatietijdperk is de vraag van kennis bovendien verbonden met die van macht en bestuur: meer kennis betekent meer macht en deze kennis, en haar databases, moeten bovendien beheerd worden, wat de vraag oproept wie de poortwachters van deze kennis zijn.
Volgens Lyotard dringt ook bij deze kennisproductie de vraag naar legitimatie op: waarom is het legitiem in onze maatschappij dat we zo inzetten op de productie van kennis en technologie? Volgens Lyotard is het klassieke moderne antwoord hierop onhoudbaar geworden: we geloven niet langer in een metanarratief van emancipatie of van totale kennis (in latere werken zal Lyotard steeds wijzen op, onder meer, het tegenvoorbeeld van Auschwitz dat zulke narratieven onhoudbaar maakt). De postmoderne maatschappij typeert zich daarom ook door een diversiteit aan wat Lyotard taalspelen noemt, in navolging van Ludwig Wittgenstein. De regels die bepalen wat gepast en ongepast is op school, in de kerk, in de politiek of op het werk worden niet langer bepaald door een overkoepelend betekeniskader maar verschillen van taalspel tot taalspel.
Tegelijkertijd wijst Lyotard op een nieuwe vorm van dominatie, namelijk van het wetenschappelijk spreken. Het wetenschappelijk spreken kent echter geen interne legitimatie, aangezien het verschilt van narratief spreken doordat het enkel beschrijft wat is zonder te zeggen wat moet (zoals narratieve kennis wel nog doet). Wetenschap dreigt zo de andere taalspelen te verdrukken, maar wordt bovendien zelf gekenmerkt door een specifieke nieuwe vorm van legitimatie: performativiteit. Kennisproductie wordt volgens Lyotard in een postmoderne maatschappij niet langer gelegitimeerd door een metanarratief, maar door een praktisch criterium, namelijk dat het leidt tot nieuwe toepassingen binnen of efficiëntiewinsten van het systeem. Dit heeft voor Lyotard vergaande gevolgen voor de manier waarop onderzoek en onderwijs dreigen te worden ingericht. Onderzoek wordt vooral geevalueerd in functie van de impact en praktische gevolgen die het zal hebben; aan studenten wordt niet meer onderwezen wat waar is, maar wat nuttig is en gebruikt kan worden.
Ook hier dreigt voor Lyotard weer een uitsluiting plaats te vinden, namelijk van spelers of zelfs gehele taalspelen die niet aan de eisen van performativiteit voldoen. Hij wijst er daarentegen op dat in onderzoek de grote doorbraken juist vaak plaatsvinden door tegen de bestaande spelregels in te gaan of zelfs gehele nieuwe taalspelen te produceren. Daarvoor zou, zo vreest Lyotard, geen plaats meer zijn binnen deze postmoderne maatschappij. Daartegenover plaats Lyotard een ander model van wetenschap, dat niet ambieert terug te grijpen op een metanarratief: het model van de paralogie. Dit verwijst naar een zet voorbij of naast (para-) de rede (-logos). Juist zoals Lyotards ideaalbeeld van de heidense of postmoderne kunstenaar, zou ook de postmoderne wetenschap moeten bestaan uit het verkennen van nieuwe taalspelen die tegen de bestaande kaders ingaan. Lyotard argumenteert zelfs dat zulke vormen van kennisproductie vandaag de dag al bestaan binnen de wetenschap, ondanks de dominatie van het performativiteitscriterium. Hij ziet het vooral aan het werk in vormen van wetenschap die onstabiele processen onderzoeken, zoals de theorie van dissipatieve structuren van Ilya Prigogine of de catastrofetheorie van René Thom.
Deze thematiek van het postmoderne herneemt Lyotard in een reeks kortere teksten en lezingen, met name in Le postmoderne expliqué aux enfants (1986), L'inhumain. Causaries sur le temps (1988) en Moralités postmodernes (1996). In deze teksten neemt hij afstand van het idee dat het postmoderne naar een bepaalde historische periode zou verwijzen. Eerder ziet hij het postmoderne, juist zoals het moderne, als een bepaalde manier waarop een vertoog gestructureerd kan worden (met name het tijdsbegrip daarin). Lyotard vindt het daarom ook onproblematisch om bepaalde elementen van het oeuvre van Augustinus van Hippo of Immanuel Kant als postmodern te beschouwen. In deze teksten gaat Lyotard ook regelmatig de discussie aan met critici zoals Jürgen Habermas, Richard Rorty en Donald Davidson.

### Het geschil
In zijn werk rond de libidinale economie stelde Lyotard, in tegenstelling tot Deleuze en Guattari, dat er geen verschil tussen energiestromen te maken valt. Daardoor is het onduidelijk of er nog een ethisch of politiek project overblijft. Aangezien er geen goede en slechte stromen zijn, is het onzeker wat ons als maatschappij te doen staat. Het is mogelijk zijn latere werk, en met name Le différend (1984), te lezen als een antwoord op die uitdaging. Zoals al aangegeven neemt Lyotard snel afstand van zijn boek Économie libidinale, inclusief het psychoanalytisch kader waarvan het vertrok. Dat ruilt hij in de jaren 1970 in voor een filosofie geïnspireerd op de linguïstische wending, met name het werk van Ludwig Wittgenstein, Gottlob Frege en Saul Kripke, dat ook al sterk meespeelde in zijn werk rond paganisme en postmodernisme. De centrale vraag voor Lyotard wordt dan ook: hoe kunnen we op een rechtvaardige manier getuigenis afleggen van geschillen die ontstaan tussen verschillende vormen van spreken?
In Le différend (1984) werkt Lyotard dit uit in een filosofie die de taal centraal plaatst. Eerder dan het subject en de mens, worden vormen van spreken in het centrum geplaatst. In dit boek stapt hij echter af van de term taalspel en vervangt die door zin (frase), regime en vertooggenre (genre de discours). De zin is volgens Lyotard als het atoom in een mechanistisch wereldbeeld. Er is geen eerste zin en geen laatste zin. De zin kenmerkt zich erdoor dat hij bij andere zinnen kan (en moet) aanhaken, zonder dat het vooraf gegeven is hoe dat zal gebeuren. Het is de bedoeling dat de filosoof de regels opspoort volgens welke al die zinnen zich met elkaar zouden kunnen verbinden (het vertooggenre). Voorbeelden van zulke vertooggenres zijn het beschrijvende, het prescriptieve, het vragende, het verleidende, het evaluatieve, het performatieve, enzovoort. De zinnen en de vertooggenres zijn fundamenteel heterogeen en kunnen niet in een overkoepelend kader gevat worden.
Daarnaast worden allerlei verschillende terreinen met elk hun eigen regimes onderscheiden, zoals een wetenschappelijk vertoog, een parlementair debat, een religieuze dienst, enzovoort. Elk van deze terreinen onderscheidt zich door zijn eigen doelmatigheid en door de verhouding tussen de persoon die de zin uitspreekt, de referent en ontvanger van de zin. Niet alleen de zinnen en genres, maar ook de verschillende regimes zijn fundamenteel heterogeen en incommensurabel.
Deze notie verklaart tevens de titel van dit hoofdwerk: een geschil (différend) is, in tegenstelling tot een geding(litige) een geschil dat niet kan worden opgelost door bijvoorbeeld een rechter vanwege het ontbreken van een overkoepelend criterium dat in de argumentatie van beide partijen geldig is. Er is geen hogere rechter. Bij Lyotard is deze onmogelijkheid fundamenteel. Terwijl in een geding het nadeel (dommage) tegen het slachtoffer adequaat kan voorgesteld en gearticuleerd worden; in een geschil, daarentegen, ontbreekt de mogelijkheid om het onrecht (tort) aan te kaarten. Er zijn verschillende redenen waarom dit kan gebeuren, zoals doordat de slachtoffers letterlijk  of door middel van dreigemenent het zwijgen zijn opgelegd, doordat de misdaad niet in taal te vatten is, de autoriteit van de ontvanger van de getuigenis niet erkend wordt of omdat het slachtoffer simpelweg niet geloofd wordt.
Het centrale voorbeeld van een geschil voor Lyotard is Auschwitz. Hij begint het boek dan ook met het voorbeeld van de Robert Faurisson die het bestaan van de gaskamers ontkende. Faurisson accepteerde enkel hun bestaan als hij een ooggetuigene zou ontmoeten die er zelf het slachtoffer van was geweest. Dat is echter onmogelijk, want alle ooggetuigenen die de gaskamers hebben meegemaakt zijn dood en kunnen geen getuigenis meer afleggen. Zij die wel overleefd hebben, hebben simpelweg nooit de werkelijke ervaring van de gaskamer meegemaakt. Volgens Lyotard wordt er dus door Faurisson een onrecht aangedaan aan de overlevenden van de Holocaust en zitten we met een geschil: ofwel zijn er geen gaskamers, en dus ook geen ooggetuigen, dan wel zijn er gaskamers, maar ook geen ooggetuigen (want ze zijn allemaal dood).
Een ander voorbeeld dat Lyotard gebruikt is een arbeider die zijn arbeid niet als een koopwaar wil beschouwen. Het is onmogelijk dit ergens aan te klagen, aangezien alle contracten en het recht reeds van deze assumptie uitgaan. In de secundaire literatuur wordt ook vaak verwijzen naar voorbeelden van inheemse volkeren en hun claims op het van hun ontnomen land: zij kunnen dit enkel aanklagen in rechtbanken die het recht, en dus de legitimiteit, van de kolonisten vooronderstellen. De taak van de filosoof, volgens Lyotard, is dan ook getuigenis van dit soort geschillen afleggen en nieuwe regimes uitwerken waarbinnen deze geschillen tot gedingen kunnen getransformeerd worden.

### Het sublieme
Terwijl Lyotard oorspronkelijk hetgeen wat aan elk vertoog ontsnapt vatte als het figurale, gaat hij dat vanaf de jaren 1970 ook doen via het werk van Immanuel Kant, voornamelijk via diens analyse van het sublieme of verhevene in zijn derde kritiek, Kritik der Urteilskraft (1790). Lyotard analyseert dit thema van Kant in de eerste plaats in L'enthousiasme (1986), La Faculté de juger (1989) en Leçons sur l'analytique du sublime (1991), maar het duikt ook in vele andere teksten op (zoals in Le différend).
In zijn derde kritiek wil Kant een brug slaan tussen zijn eerste twee kritieken, die handelden over de zuivere rede (bijvoorbeeld in wetenschappelijk denken) en de praktische rede (in de ethiek). Het grote verschil tussen dit laatste werk en zijn twee voorgangers is dat de twee eerste kritieken gaan over domeinen waar er steeds een oordeel kan gemaakt worden op basis van vaste en voorafgegeven principes. De derde kritiek behandelt daarentegen die gebieden waar zulke principes afwezig zijn, zoals oordelen over de levende natuur of esthetische oordelen. Volgens Kant wordt een esthetisch oordeel niet gemaakt op basis van universeel gedeelde principes, maar op basis van wat hij het sensus communis noemt: een gedeelde smaak. Deze smaak wordt echter niet gedeeld in de zin dat ieder weet dat het door iedereen gedeeld wordt, maar steeds in de vorm van een plicht: ieder zou ook zo over dit kunstwerk moeten oordelen.
Een kunstwerk kan volgens Kant verschillende reacties opleveren, met de meest voor de hand liggende het genot van schoonheid. In sommige gevallen treedt er echter een ander gevoel op, een subliem of verheven gevoel, dat getypeerd wordt door een mix van plezier en pijn. Bij het sublieme draait het in de regel om een ervaring van een vormloos object, dat niet in een voorstelling gevat kan worden. Een voorbeeld is de esthetische ervaring bij grote natuurfenomenen (zoals een storm of vulkaanuitbarsting) of het zien van een berglandschap: het oordeelsvermogen slaagt er nooit geheel in om de storm, de uitbarsting of het gebergte, of zelfs het hele universum waarvan men onder de indruk kan zijn, te vatten in een voorstelling. Juist zoals in zijn reflecties of het figurale, zal Lyotard ook in deze context stellen dat het in postmoderne kunst gaat om een verkennen van het sublieme, die zaken die elke voorstelling overstijgen maar toch reëel zijn. Dit falen zorgt voor de pijn in het sublieme. Het plezier wordt echter teweeggebracht door de ervaring van de eigen capaciteit om toch iets te ervaren dat de voorstelling overstijgt.
Lyotard tracht dit ook met een politieke filosofie te verbinden, in de eerste plaats via Kants analyse van het enthousiasme. In de kleinere politieke en historische werkjes van Kant, zoals Beantwortung der Frage: Was ist Aufklärung? (1784) en Zum ewigen Frieden (1795), (die Lyotard ook wel typeert als een vierde kritiek, van de historisch-politieke rede) maakt Kant soms gebruik van zijn analyse van het sublieme. Het speelt met name een rol in Kants analyse van de Franse Revolutie. Het nieuws van deze revolutie, aldus Kant, bracht bij de toeschouwers in andere landen een bepaalde sublieme ervaring teweeg, namelijk die van het enthousiasme. Ook hier kwamen mensen in contact met een historische gebeurtenis die niet in een voorstelling te vatten was. Ook in dit geval ging het om esthetisch oordeel dat niet universeel voorondersteld kan worden als feit, maar wel als plicht. Ieder mens zou enthousiast moeten reageren op de Franse Revolutie. Bovendien, zo stelt Kant, is dit sublieme gevoel een historisch teken van de gedeelde menselijkheid (die op zijn beurt evengoed enkel als idee en niet als feit geldt). In zijn eigen werk suggereert Lyotard dat iets gelijkaardigs kan opgaan voor de 20e eeuw en dat een politieke filosofie moet verkennen welk subliem gevoel onvoorstelbare gebeurtenissen zoals Auschwitz bij ons teweeg zouden moeten brengen en hoe ze ons zouden kunnen mobiliseren om onszelf op een nieuwe manier te begrijpen.

## Kritiek
Op het werk van Lyotard zijn vele kritieken geleverd, voornamelijk toegespitst op La condition postmoderne (1979). Toch leidde ook zijn vroegere werk tot een aantal kritieken. L'économie libidinale (1974) zorgde er bijvoorbeeld voor een breuk tussen Lyotard en vele van vroegere kameraden uit het marxisme, zoals Cornelius Castoriadis (die in het werk expliciet geviseerd wordt). Ondanks de grote gelijkenissen met L'Anti-Oedipe (1972) van Gilles Deleuze en Félix Guattari, bevat het boek ook al een kritiek op vroegere teksten van Lyotard die over de libidinale economie gingen, zoals Discours, figure (1971). Volgens Deleuze en Guattari steunt Lyotard nog te zeer op een negatief model van verlangen, aangezien het verlangen voortkomt uit een ondefinieerbare grensgebeurtenissen, die altijd aan alle structuren ontsnappen. Zo wordt er dus toch weer een transcendente factor in het systeem ingebouwd, dat het verlangen lijkt te typeren door een gemis of falen, eerder dan het positief en immanent te definiëren, zoals Deleuze en Guattari willen.
Op La condition postmoderne (1979) zijn er verscheidene verschillende reacties geweest. Omdat het boek zo populair is geworden, neigen sommigen kritieken zich enkel te focussen op dit enige werk, zonder latere teksten, zoals Le differend (1983) in rekenschap te nemen. Dat kan leiden tot eenzijdige lezingen en kritieken, zoals door Richard Rorty. Andere kritieken, die het bredere oeuvre van Lyotard bekijken, kunnen onderscheiden worden in twee vormen: hetzij replieken van denkers die de moderne traditie willen beschermen tegen Lyotards postmoderniteit, zoals Seyla Benhabib, Jacques Bouveresse, Luc Ferry en Manfred Frank, hetzij poststructuralistische denkers die sterk meegaan in Lyotards postmoderne filosofie, maar wijzen op een aantal interne spanningen of problemen met zijn bijhorend politiek project, zoals Jacques Derrida, Philippe Lacoue-Labarthe en Jean-Luc Nancy.

### Habermas en moderniteit
Tussen Jürgen Habermas en Lyotard is nooit een expliciet debat geweest, maar op basis van verscheidene allusies hebben een aantal commentatoren er wel een debat van gemaakt. Vele critici van het eerste kamp steunen bovendien expliciet op een vergelijking tussen Lyotard en Habermas, in het voordeel van de laatste. Een voorbeeld is Manfred Frank, die juist zoals Habermas een vertegenwoordiger van de Frankfurter Schule is. De kern van Franks kritiek is dat Lyotards project met zichzelf in tegenspraak is: om zijn punt te maken moet Lyotard immers beroep doen op een gedeelde rationaliteit die hij tegelijkertijd wil ontkennen. Verder verwijt hij Lyotard ook dat in zijn denken, doordat de notie van het subject volledig ondergraven wordt, ook te vervallen in een cynisme dat elke vorm van ethiek onmogelijk maakt. Lyotard faalt daarbij te erkennen dat consensusvorming, een criterium dat door hemzelf wordt voorondersteld, de basis kan vormen van een modern project en een discoursethiek.
Op deze kritieken zijn er dan weer reacties gekomen die stellen dat Frank het werk van Lyotard verkeerd leest, en bijvoorbeeld de rol van het sublieme niet erkend, alsook niet inziet dat Lyotard voorbij het monopolie van het cognitieve, argumentatieve genre wil gaan, om ook aan andere genres een bestaansrecht te geven.

### Poststructuralistische kritieken
De poststructuralistische kritieken op Lyotard zijn vooral van interne aard: ze spelen bepaalde aannames van Lyotard tegen elkaar uit. Hun focus ligt vaak op Le differend (1983). Jean-Luc Nancy problematiseert bijvoorbeeld het onderscheid tussen concrete geschillen en het geschil als algemene categorie, aangezien volgens hem elke concrete invulling van een particulier geschil al een onrecht voltrekt tegen het geschil als algemene categorie. Jacques Derrida, op zijn beurt, deconstrueert de idee dat er duidelijk afgebakende legale categorieën zijn, wat Lyotard in de problemen brengt aangezien zijn denken steunt op de aanname van duidelijk afgebakende taalspelen, waartussen conflicten kunnen bestaan. Lyotard priviligeert met andere woorden bepaalde verschillen ten voordele van andere, zonder daarvoor een adequate fundering te geven.